# Польский футбольный союз
По́льский футбо́льный сою́з (пол. Polski Związek Piłki Nożnej (PZPN)) — организация, осуществляющая контроль и управление футболом в Польше. Является организатором национальной сборной Польши, Кубка Польши, Кубка Сиренки, Кубка Польской Лиги. Был, но в настоящее время не является организатором польской лиги и Суперкубка Польши. Штаб-квартира находится в Варшаве.

## Общая информация
Ассоциация — член УЕФА и ФИФА.
Количество клубов (на июнь 2006) — 7763.
Количество футболистов (на июнь 2006) — 987 561.
Место мужской сборной в рейтинге ФИФА (на июнь 2006) — 28.
Лучшие клубы: «Висла», «Легия», «Гурник».

## Президенты
- Речек, Влодзимеж — 1981—1985